# Compton Mackenzie

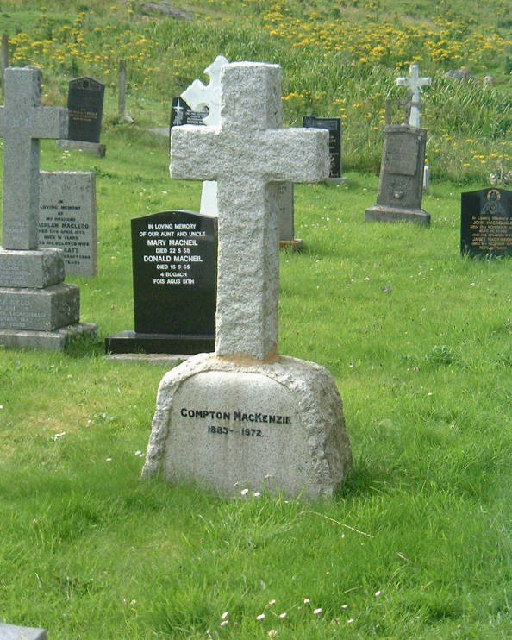
Compton Mackenzies gravsten.

Edward Montague Compton Mackenzie (uttalas /ˈkʌmptən məˈkɛnzɪ/), född 17 januari 1883 i West Hartlepool i County Durham, död 30 november 1972 i Edinburgh, var en brittisk (skotsk) författare och skotsk nationalist. 
Compton Mackenzie är idag ihågkommen främst för romanen Massor av whisky, som blev en populär film, och för att hans roman Monarch of the Glen blev inspirationskälla till den populära skotska tv-serien Karl för sin kilt. Förutom att han var en mycket produktiv författare är Compton Mackenzie känd som skotsk nationalist och som grundare av tidskriften The Gramophone.

## Bakgrund
Compton Mackenzie var son till skådespelarparet Edward Compton och Virginia Bateman. Många i skådespelarsläkten Mackenzie använde Compton som efternamn i sina artistnamn, bland annat Henry Compton. 
Mackenzie gifte sig tre gånger: 1905 med Faith Stone, som avled 1960, 1962 med Christina McSween, som avled 1963, och slutligen 1965 med Christinas syster, Lillian McSween.

## Författarskap
Compton Mackenzie slog igenom som författare 1911 med romanen The passionate elopement. Under sitt långa liv skrev han bortåt hundra böcker. The four winds of love anses av många vara den bästa. På svenska finns ett fåtal översättningar, bland annat Karneval och Kvinnans sju åldrar samt en närmast panegyrisk biografi över president Franklin D Roosevelt.
Mest framgångsrika blev hans komedier. Whisky galore (Massor av whisky) filmades 1949 under samma namn och blev mycket framgångsrik. Compton Mackenzie är med i filmen i en liten roll.
Hans sedekomedier från det skotska höglandet blev på 2000-talet inspirationskälla till tv-serien Monarch of the glen, på svenska Karl för sin kilt. Man kan se tv-serien som en fortsättning på böckerna, två–tre generationer senare på samma plats och med samma släkt. Romanerna ironiserar över turister, Skottlandsromantik, inskränkta godsherrar och dumma engelsmän och är betydligt skarpare i tonen än tv-serien.
Compton Mackenzie skrev också 1963–1971 en självbiografi, My life and times, i tio ”oktaver”.

## Skotsk nationalism
Trots att han var född engelsman identifierade sig Compton Mackenzie med sina skotska förfäder och ägnade mycket tid åt att kartlägga sin släkt i Skottland och åt att studera den skotska kulturen och det gaeliska språket. Han var hängiven jakobit och var en av de första medlemmarna av det skotska nationalistpartiet. 1931 valdes han av studenterna till rector vid Glasgows universitet, ett uppdrag som närmast kan jämföras med inspektor vid svenska universitet.

## Övrigt
Mackenzie bosatte sig 1930 på ön Barra utanför Skottland, där han också är begravd. Han hade tidigare bott på flera andra öar. Det sägs att han är förebilden till huvudpersonen i D H Lawrences novell Mannen som älskade öar, något som dock D H Lawrence förnekade.
Han tjänstgjorde under första världskriget som underrättelseman i Grekland, vilket han skrev flera böcker om.
Han grundade tillsammans med sin svåger 1923 tidskriften The Gramophone, en tidskrift om klassisk musik som fortfarande kommer ut.

## Böcker i urval
- The gentleman in grey (1907)
- The passionate elopement (1911)
- The seven ages of woman (1923), svensk översättning Kvinnans sju åldrar (1924)
- Carnival (1912), svensk översättning Karneval (1926)
- Extraordinary women (1928)
- Gallipoli memories (1929)
- Athenian memories (1931)
- Greek memories (1932)
- The monarch of the glen (1941)
- Mr. Roosevelt (1944), svensk översättning Roosevelt: människan, statsmannen, världsmedborgaren (1944)
- The four winds of love (6 volumes 1937–45)
- Whisky galore (1947), svensk översättning Massor av whisky (1950)
- The crooked wall (1954), svensk översättning Kärlekens krokvägar (1955)
- Rockets galore (1957), svensk översättning Massor av raketer (2005)
- The lunatic republic (1959)
- My life and times (1971)